# 松浪町
松浪町（まつなみちょう）は、福島県福島市の町名。丁番を持たない単独町名である。郵便番号は960-8114。

## 地理
市の本庁所管にあたる中央東地域に属し、中心市街地の北東部に位置する。東西は福島市道豊田町八島町線（旧奥州街道）から福島市道北五老内町松浪町線線にかけての約300m、南北は福島市道松浪町春日町4号線から福島市道入江町7号線にかけての約430mの範囲を町域とする。北で入江町、東で桜木町、南で旭町、西で春日町と隣接する。上町に所在する 福島警察署及び天神町に所在する福島消防署のそれぞれ管轄にあたる。

## 歴史
1940年代に従来の大字小山荒井を廃し、地番呼称変更が行われ設置された。1964年に住居表示が実施され現在に至る。

## 世帯数と人口
2021年（令和3年）10月31日現在の世帯数と人口は以下の通りである。
| 町丁   | 世帯数  | 人口  |
| ------ | ------- | ----- |
| 春日町 | 260世帯 | 549人 |

## 小・中学校の学区
市立小・中学校に通う場合、学区は以下の通りとなる。
| 番地 | 小学校                 | 中学校                 |
| ---- | ---------------------- | ---------------------- |
| 全域 | 福島市立福島第三小学校 | 福島市立福島第二中学校 |

## 交通

### 鉄道
- 域内に鉄道施設は無い。

### 道路
- 国道4号北町バイパス
- 福島市道豊田町八島町線（電車通り・旧奥州街道）

### バス
福島交通路線バス
- 競馬場前

## 施設
- 福島市立福島第三小学校
  - 福島市立ふくしま中央認定こども園ふくしま東園舎
- 福島県警察福島警察署腰浜交番
- 福島競馬場（事務所棟、立体駐車場棟）